# Yuriy Shulyatytskyi
Yuriy Shuliatytskyi (en ucraniano: Юрій Йосипович Шулятицький, en ruso: Юрий Иосифович Шулятицкий; 4 de agosto de 1942-21 de febrero de 2013) fue un jugador profesional de fútbol ucraniano más conocido por su papel como entrenador en la Liga ucraniana.

## Biografía

### Trayectoria como jugador
Durante toda su carrera futbolística como jugador jugó con el Lokomotyw Ivano-Frankivsk, debutando con 18 años y retirándose tras 17 temporadas en el club.

### Trayectoria como entrenador
Tras retirarse como jugador profesional de fútbol, dedicó su vida a ser entrenador de fútbol. Debutó como entrenador el mismo año y en el mismo club en el que se retiró, el Lokomotyw Ivano-Frankivsk. Tras doce años terminó su contrato, y fue fichado para entrenar al FC Spartak Ivano-Frankivsk durante cuatro temporadas. En 1993 se fue al FC Skala Stryi, equipo en el que no permaneció entrenando ni una temporada completa, al igual que al FC Beskyd Nadvirna. Posteriormente entrenó al FC Volyn Lutsk, al FC Spartak Ivano-Frankivsk y al FC Chornohora Ivano-Frankivsk, equipo en el que se retiró como entrenador en 2009.
Posteriormente trabajó como uno de los vicepresidentes de la Asociación de Fútbol de Nożnej en Ivano-Frankivsk.
Yuriy Shuliatytskyi falleció el 21 de febrero de 2013 a los 70 años de edad.